# Forêt ancienne du Ruisseau-Hamon
La forêt ancienne du Ruisseau-Hamon est un écosystème forestier exceptionnel du Québec (Canada) située  dans la municipalité de Saint-Marcel. Il est situé dans un vaste domaine de terre publique à proximité du chemin de La Madril.
Cette forêt de 44,66 hectares a pour mission de protéger une cédrière à sapin et à épinette rouge n'ayant subi aucune perturbation majeure depuis plus de 300 ans.

## Histoire
Le site a été désigné écosystème forestier exceptionnel en 2002. Les organismes locaux souhaitaient mettre la forêt en valeur depuis au moins 2013. L'association forestière des deux rives avait présenté un projet préliminaire en novembre 2013.
L'aménagement d'un sentier pédestre de 75 mètres a finalement été concrétisé en 2020 par la municipalité de Saint-Marcel ainsi que la municipalité régionale de comté de L'Islet.

## Toponymie
La forêt ancienne du Ruisseau-Hamon reprend le toponyme du ruisseau Hamon qui se trouve à proximité. L'origine du nom Hamon est quant à elle inconnue auprès de la Commission de toponymie.

## Flore
La presque totalité du couvert forestier de la forêt est constituée de thuya occidental. Tous les stades de développement des tiges sont observables. Certaines tiges ont plus de 300 ans et montrent des signes de sénescence et des cimes défoliées. Plusieurs troncs morts se trouvent également au sol ou toujours debout. Les arbres les plus imposants atteignent une hauteur de 15 mètres ainsi qu'un diamètre de 51 centimètres.
L'épinette rouge, le sapin baumier, le bouleau jaune ainsi que le bouleau à papier sont également présents. Le sapin baumier a subi une mortalité importante lors de la dernière épidémie de la tordeuse des bourgeons de l'épinette dans les années 1980, plusieurs tiges ont cependant survécu.
On dénombre différentes espèces communes telles que le kalmia à feuilles étroites, l'oxalide de montagne ainsi que la clintonie boréale dans le sous-bois de l'écosystème.

## Activités
Une partie de la forêt ancienne du Ruisseau-Hamon est accessible au public via le sentier de la Forêt-Hamon. D'une longueur de 75 mètres, le sentier en trottoir de bois a été aménagé en 2020. 

Une partie du sentier de la Forêt-Hamon

Un autre sentier pédestre, le sentier de la Vieille-Cédrière, d'une longueur d'environ 1,6 km se trouve tout juste au nord de la forêt ancienne et permets l'accès à une autre cédrière centenaire.